# Bernard Dowiyogo
Bernard Annen Auwen Dowiyogo (Ubenide, 14 de fevereiro de 1946 — Washington, D.C., 9 de março de 2003) foi um político de Nauru, atuando sete vezes como presidente de seu país.

## Presidente de Nauru
Ele serviu seu primeiro mandato como presidente de 1976 a 1978 depois de expulsar Hammer DeRoburt. Nos 25 anos seguintes, Dowiyogo serviu como presidente várias vezes, por períodos de até seis anos (1989–1995) e até 8 dias (em janeiro de 2003). Ele era o presidente mais jovem de Nauru. Durante a década de 1980, ele criticou duramente a França e os Estados Unidos por testes de armas atômicas em Nauru.

### Morte
Ele morreu no cargo em março de 2003 (tendo sido presidente nesta ocasião desde janeiro de 2003) no Hospital Universitário George Washington em Washington, D.C. de complicações cardíacas causadas por sua luta contra o diabetes, uma doença comum em Nauru. Na época da deterioração de sua doença final, ele estava envolvido em longas negociações com o governo dos Estados Unidos.